# لويس إيسن
لويس إيسن (بالإنجليزية: Louis Essen)‏؛ (6 سبتمبر 1908 - 24 أغسطس 1997) هو فيزيائي ومخترع إنجليزي، كانت أبرز إنجازاته في القياس الدقيق للوقت وتحديد سرعة الضوء. وكان من منتقدي نظرية النسبية الخاصة لألبرت أينشتاين.

## العمل المبكر
ولد إيسن في نوتنغهام بإنجلترا وحصل على شهادته في الفيزياء من جامعة لندن عام 1928، بعد أن درس في جامعة نوتنغهام. وفي العام التالي بدأ العمل في المختبر الفيزيائي الوطني (بالإنجليزية: National Physical Laboratory) وقام بالبحث في إمكانية استخدام شوكات التذبذب ومذبذبات الكريستال الكوارتز لقياس الوقت بدقة. وأدى بحثه إلى تطويره لساعة الكوارتز في عام 1938، وسرعان ما أصبحت الساعة معيارًا لقياس الوقت في المراصد في جميع أنحاء العالم.

## الساعة الذرية
في عام 1955 صمم لويس إيسن وجاك باري وصنعا أول ساعة ذرية في العالم تعمل بطاقة ذرات السيزيوم، وذلك في مختبر الفيزياء الوطني بالمملكة المتحدة.

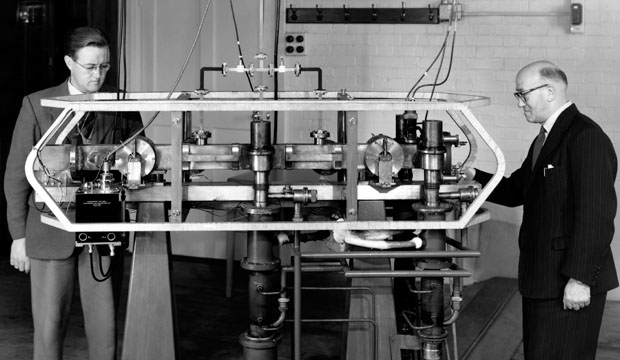
لويس إيسن (يمين) وجاك باري (يسار) يقفان بجوار أول ساعة ذرية من السيزيوم 133 في العالم

## انتقاده لنظرية النسبية الخاصة
انتقد لويس نظرية النسبية كثيراً، ونشر عنها عدة أبحاث وفي عام 1971 نشر بحثاً بعنوان: «النظرية النسبية الخاصة: تحليل نقدي»، وكان يشكك في نظرية النسبية الخاصة، وزملائه لم يقدروا بحثه؛ قال إيسن عام 1978: 
«لم يحاول أحدٌ رد أو دحض حججي حول النسبية؛ ولكن تم تحذيري أنه إن أصررت فمن المحتمل أن تفسد مسيرتي المهنية.»

## تقاعده ووفاته
تقاعد لويس عام 1972 بعد تحذيره بهدوء من الاستمرار في إنكار نظرية النسبية لأيشنتاين.
وتوفي في 24 أغسطس 1997 في قرية بوكهام الكبرى في مقاطعة سري في إنجلترا.

## الجوائز والأوسمة
- حصل على الميدالية الذهبية (A.S. Popov) من أكاديمية العلوم للاتحاد السوفييتي (عام 1959).[8]
- حصل على وسام رتبة الضابط للإمبراطورية البريطانية (OBE)؛ (عام 1959).[9]
- زميل الجمعية الملكية (عام 1960).[2]
- جائزة Rabi من جمعية IEEE Ultrasonics, Ferroelectrics, and Frequency Control Society؛ (عام 1987).[10]